# Sonja Tiernan
Sonja Tiernan (* 4. Oktober 1968) ist eine neuseeländische Historikerin.

## Leben
Sie erwarb MA(Hons) und den PhD am University College Dublin. Sie ist Eamon-Cleary-Professorin of Irish Studies an der University of Otago.
Ihre Forschungsschwerpunkte sind moderne irische Geschichte, Geschlecht und Frauengeschichte, Arbeits- und Sozialreformbewegungen, die Geschichte des Verbrechens und der Bestrafung.

## Schriften (Auswahl)
- als Herausgeberin mit Mary McAuliffe: Sapphists and sexologists. Newcastle upon Tyne 2009, ISBN 978-1-4438-0133-1.
- Eva Gore-Booth. An image of such politics. Manchester 2012, ISBN 0-7190-8232-3.
- als Herausgeberin: The political writings of Eva Gore-Booth. Manchester 2015, ISBN 0-7190-9768-1.
- The history of marriage equality in Ireland. A social revolution begins. Manchester 2020, ISBN 1-5261-4599-5.